# Supernova (pel·lícula de 2020)

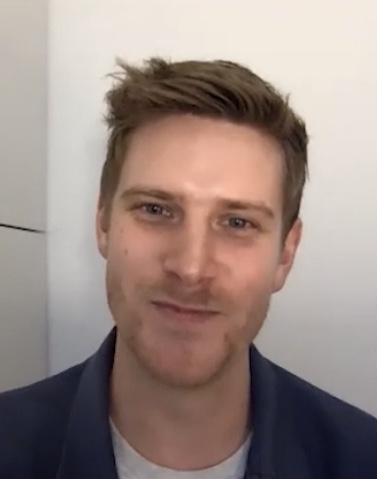
Imatge del director Harry Macqueen.

Supernova és una pel·lícula, englobada en el gènere de drama, feta en 2020. Ha estat escrita i dirigida per Harry Macqueen. Els personatges principals de pel·lícula són interpretats pels actors Colin Firth i Stanley Tucci. S'ha doblat i subtitulat al català.
La pel·lícula es va estrenar internacionalment en el Festival Internacional de Cinema de Sant Sebastià, el 22 de setembre de 2020 i està previst la seva estrena en el Regne Unit pel 5 de març de 2021, amb la productora StudioCanal. També estava previst l'estrena als Estats Units pel 29 de gener de 2021, amb la productora Bleecker Street.

## Premissa
Sam i Tusker, parella des de fa 20 anys, recorren el Lake District d'Anglaterra mentre es reuneixen amb amics i familiars. Tusker està diagnosticat amb demència de primerenc inici, així que la parella intentarà passar el temps junts el màxim possible, abans que Tusker mori.
En aquesta dura trama se'ns presentarà la relació dels protagonistes i la seva evolució al saber de la malaltia de Tusker. Mentre passen un temps preciós en la seva ruta pel Lake District, tots dos hauran d'assumir nous rols en la seva relació a partir de la dura nova realitat, cosa que resultarà molt difícil per a la longeva parella i els seus costums.

## Repartiment
- Colin Firth com Sam
- Stanley Tucci com Tusker
- Pippa Haywood com Lilly
- James Dreyfus com Tim
- Sarah Woodward com a Demanda

## Producció
La pel·lícula es va estrenar en el Festival Internacional de Cinema de Sant Sebastià el 22 de setembre de 2020. Estava planificat per ser estrenada en el Regne Unit el 27 de novembre de 2020. A l'octubre 2020, Bleecker Street va adquirir els drets de distribució dels EE.UU. L'estrena de la pel·lícula als Estats Units està previst pel 29 de gener de 2021.

L'octubre del 2019, es va anunciar que Colin Firth i Stanley Tucci s'havien unit al repartiment de la pel·lícula, al costat d'Harry Macqueen que dirigiria una pel·lícula que el mateix havia escrit, i amb StudioCanal com a distribuïdora en el Regne Unit.

## Recepció
La web de Rotten Tomatoes informa que un 89 % de les 28 crítiques de la pel·lícula són positives, i la mitjana de la puntuació obtinguda sobre el film, en la mateixa web, és de 7,78/10.